# Thomas Maillard (orfèvre)
Pour les articles homonymes, voir Thomas Maillard et Maillard.
Thomas Maillard (avant 1687 - mai 1718) est un orfèvre français de la jurande de Morlaix (anciens diocèses de Léon et de Trégor, actuellement département du Finistère). 
Il est connu par plusieurs de ses œuvres, conservées dans le trésor de Saint-Jean-du-Doigt. 

## Biographie
Thomas Maillard est actif à la fin du XVIIe siècle. La première date connue de l'utilisation de son poinçon concerne un plat pour l'église de Roscoff, vers 1687. Il habite alors rue du Pavé à Morlaix.
Le 4 août 1699, les juges de la monnaie de Rennes rendent visite à la jurande et relèvent chez Maillard plusieurs irrégularités dans les dossiers de vente de l'orfèvre (12 feuillets depuis le 15 octobre 1697). Celui-ci déclare ne savoir ni lire ni écrire et, pour cela, ne pas avoir remis de bordereaux de vente pour plusieurs pièces cédées à des paysans. Plusieurs pièces sont également saisies pour essai.
Lors de la contre-visite du 6 octobre 1699, les juges saisissent au profit du Roi un pied d'aiguière pour lequel l'essai a démontré que son taux d'argent était de 19 ‰ en deçà du titre. Maillard est condamné à une amende de 50 livres et à 58 livres de frais, le pied est fondu.
En 1704, il déclare habiter en la paroisse Saint-Mathieu de Morlaix. Il se marie avec  Guyone Morin (avant 1710 - 24 mars 1743). Ils font baptiser leur fille Anne le 23 août 1712, et, le 6 novembre 1713, Marie-Étiennette.
On ne connaît pas d'œuvres de Maillard postérieures à 1717, ce qui est pour les historiens quelque chose d'étonnant du fait de son activité habituelle pour les riches paroisses du Léon.
Il meurt en mai 1718 (inhumation le 8 mai 1718). Sa veuve, dite « veuve La Hougue », poursuit l'activité en la paroisse Saint-Mathieu de Morlaix. Leur dernière fille, Catherine, naît probablement en 1718.

## Poinçon
Son poinçon de maître est constitué des initiales « T M », surmontées d'une fleur de lys entourée de deux grains de remède, elle-même surmontée d'une couronne ; hermine héraldique en pointe. Une variante du poinçon présente un point sous l'hermine.

## Réalisations

### À Saint-Jean-du-Doigt

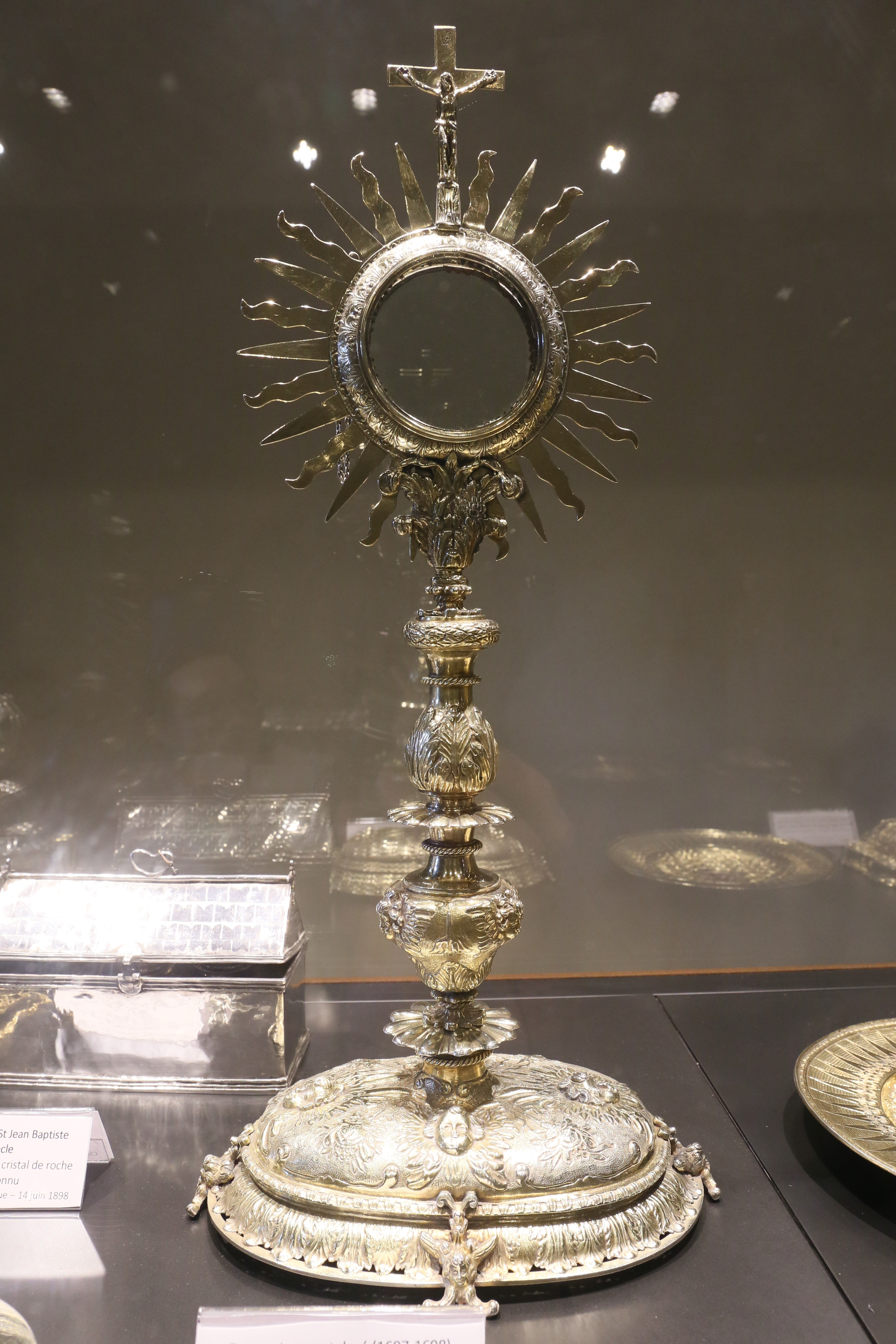
Ostensoir du trésor de Saint-Jean-du-Doigt.
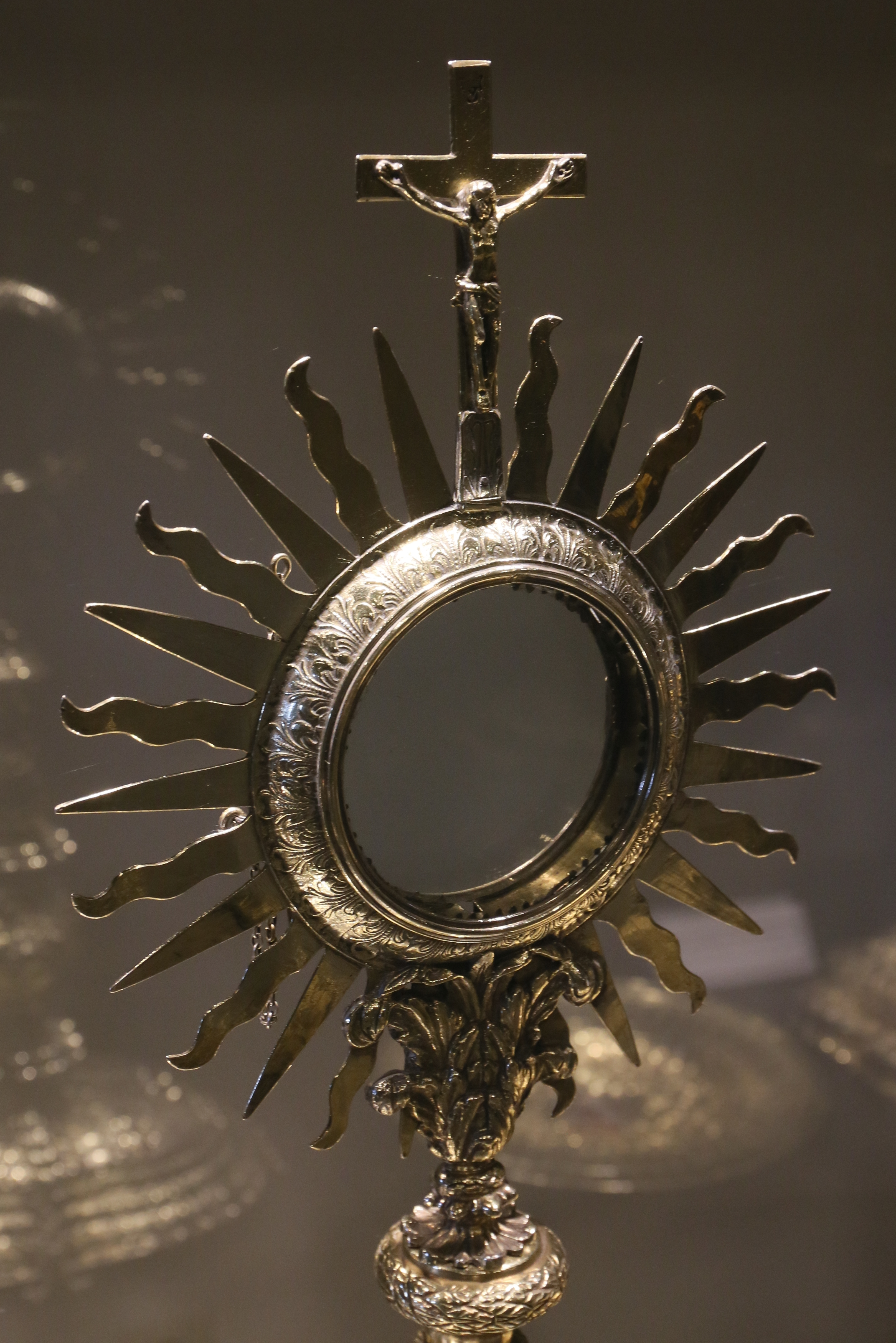
Avant
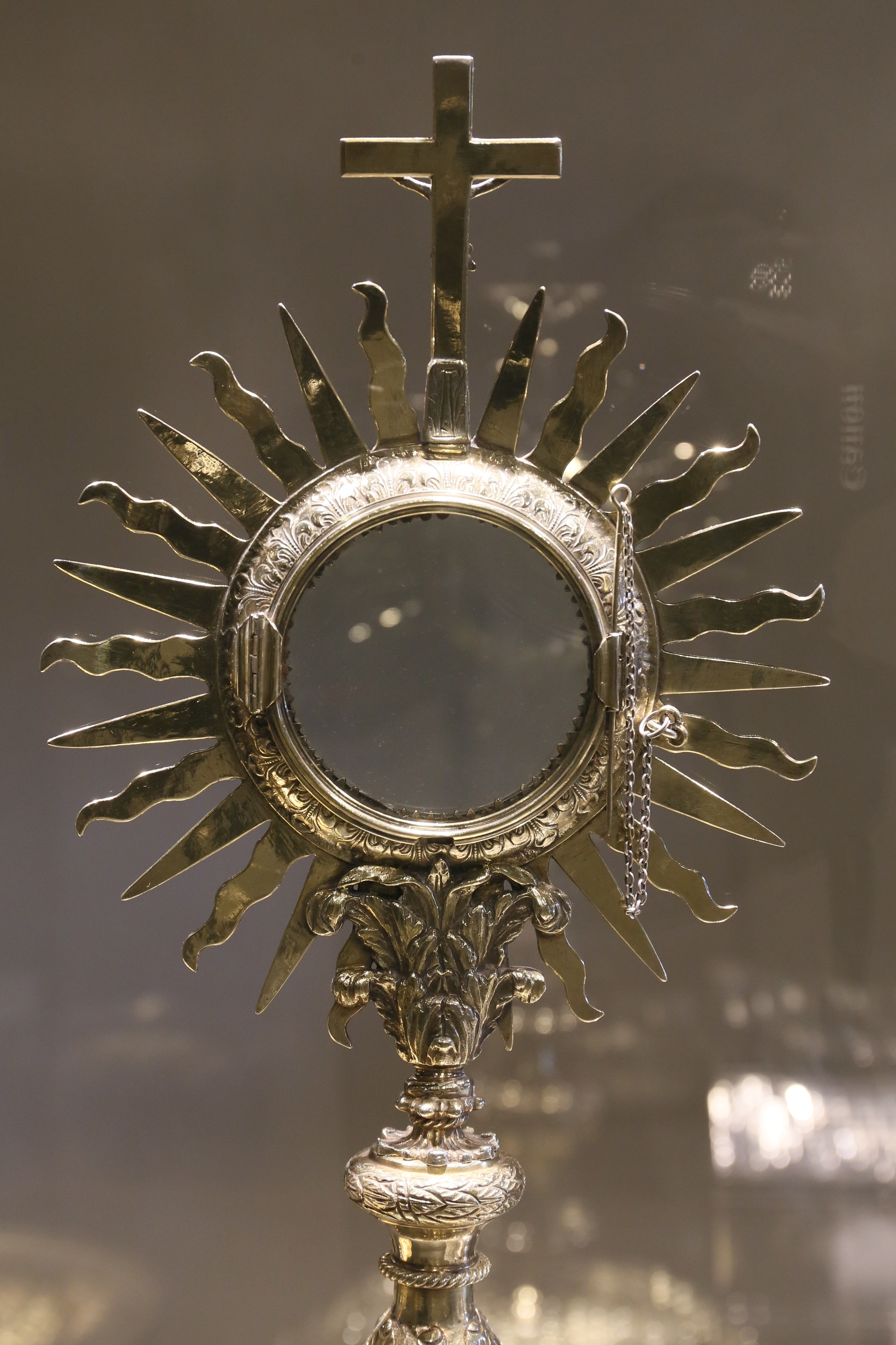
Arrière

- Ostensoir en argent doré de 1698[3], classé au titre objet des monuments historiques le 14 juin 1955[4].

- Pied de calice en argent (XVIIe siècle)[3], classé au titre objet des monuments historiques le 25 janvier 1963[5].
- Ciboire en argent repoussé de l'époque Louis XIV[3], classé au titre objet des monuments historiques le 4 novembre 1912. Ce ciboire disparaît lors de l'incendie de l'église Saint-Jean-Baptiste du 5 novembre 1955[6].

### Autres réalisations
- 1687 : écuelle en argent pour l'église Notre-Dame de Croaz Batz de Roscoff, classé au titre objet des monuments historiques le 26 novembre 1999[7],[8].
- vers 1706 : calice pour l'église de Perros-Guirec, classé au titre objet des monuments historiques le 3 février 1967[9].
- 1717 : 
  - châsse en argent pour l'église Sainte-Pitère du Tréhou, classé au titre objet des monuments historiques le 3 mars 2009[10].
  - calice pour l'église Saint-Paul de Paule[11]